# イギリス鉄道139形気動車
イギリス鉄道139形気動車（イギリスてつどう139がたきどうしゃ）はパリー・ピープル・ムーバーズ製の軽量気動車PPM60に与えられたTOPS形式である。この車両はフライホイールを用いたハイブリッド気動車であり、イギリス、イングランド中部、ウェスト・ミッドランズのスタウアブリッジにあるスタウアブリッジ・タウン支線で使用されている。
試作車である999形での試験ののちに、139形としての初の新造車は2008年6月28日にタイズリー工場の公開イベントの一環として公開され、2009年6月にはスタウアブリッジ・タウン支線で2両が営業運転を開始した。

## 構造
パリー・ピープル・ムーバー共通の構造としてフライホイールによるエネルギーの貯蔵が用いられており、減速時に蓄えた運動エネルギーをそのまま加速に用いることでエンジンの小型化を実現している。139形にはLPGを燃料としたエンジンが搭載されており、フライホイールの起動や加速に用いられる。なお、フライホイールと輪軸は静油圧式無段変速機でつながれており、電気への変換は補器類の稼働のためを除けば行われない。

## 運用

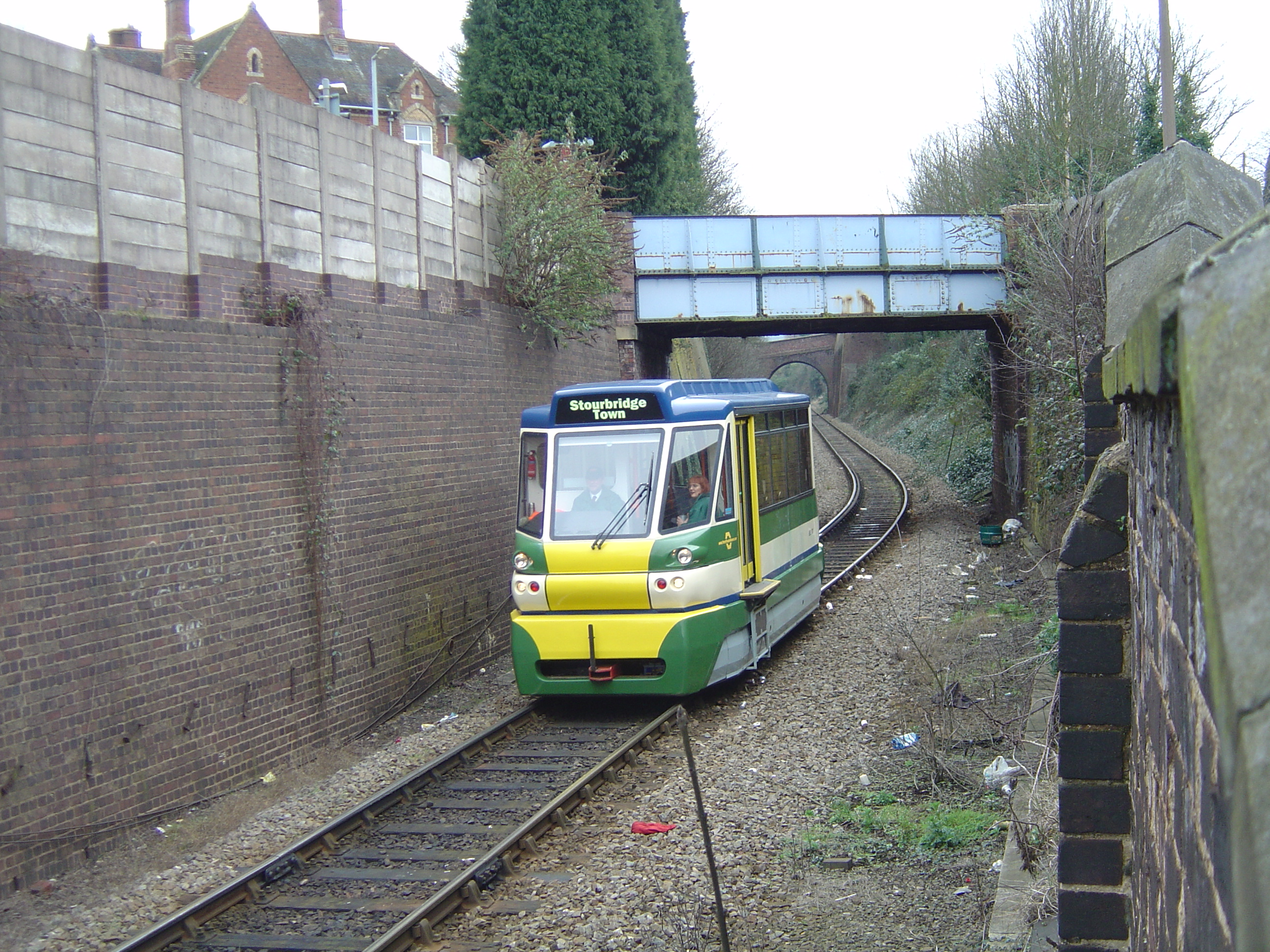
スタウアブリッジ・タウン駅に進入する999形999 900（2006年3月12日）

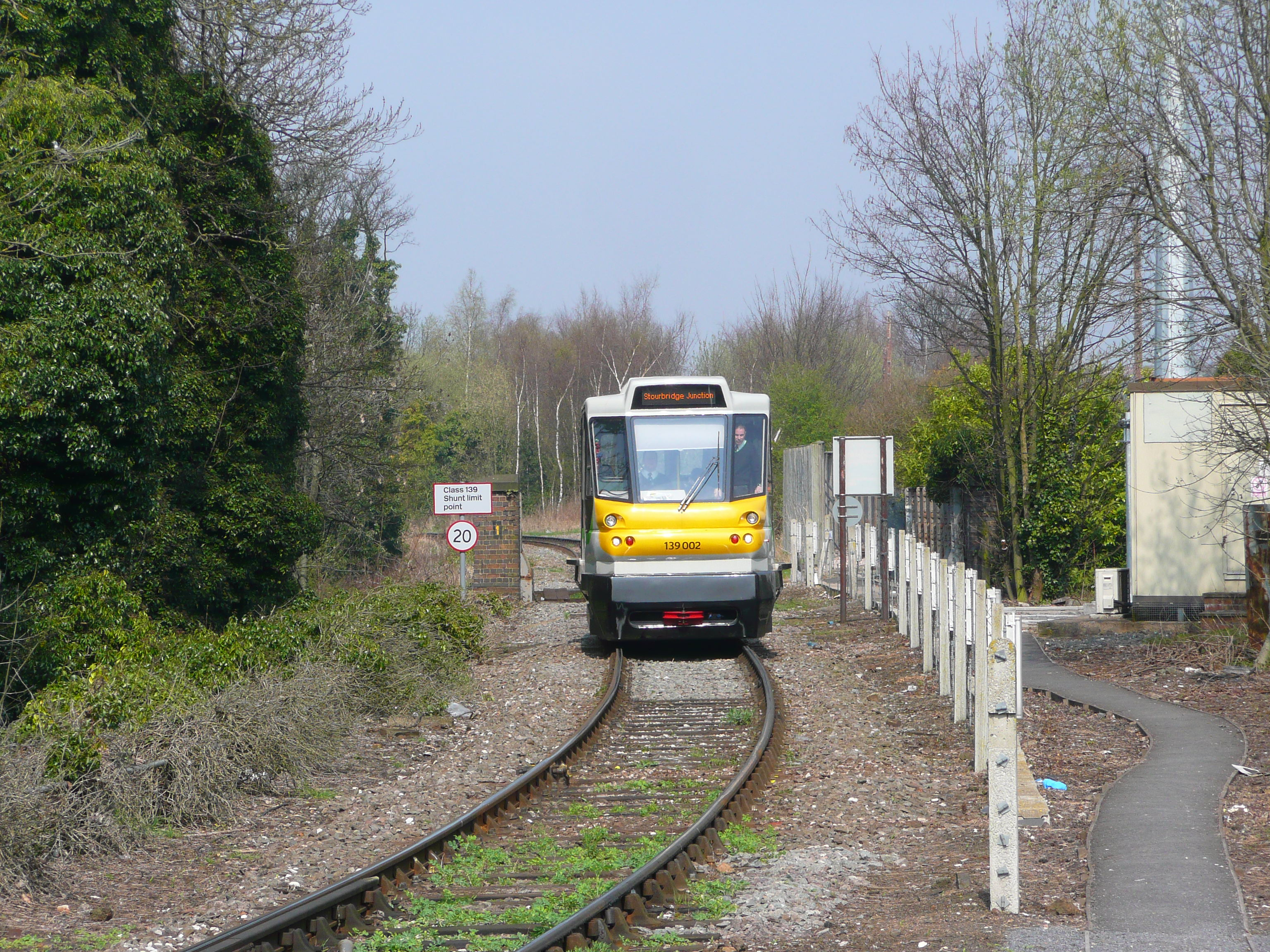
スタウアブリッジ・ジャンクション駅に進入する139形139 002

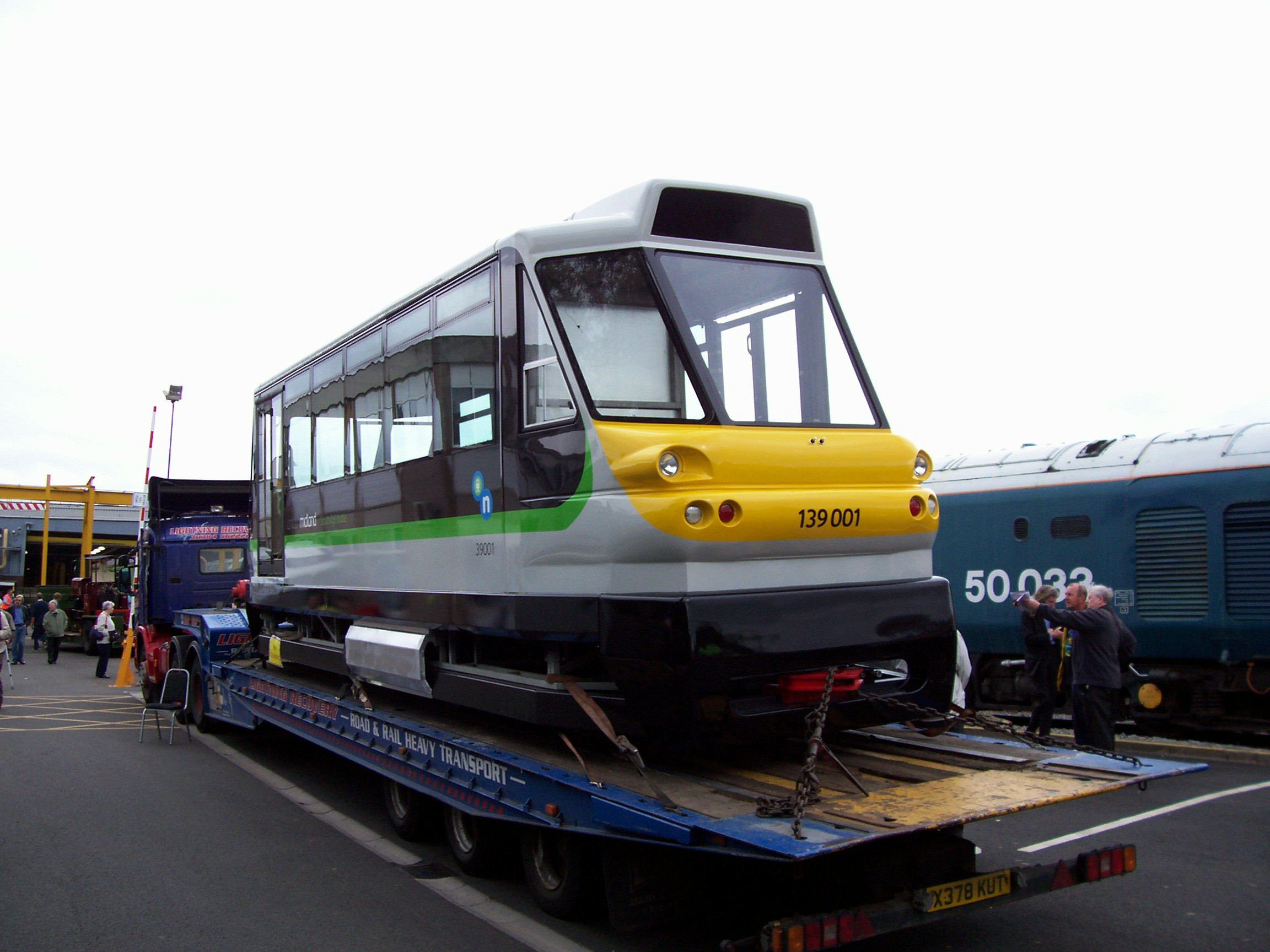
タイズリー工場公開イベントにて、139形139 001（2008年6月28日）

軽量気動車のスタウアブリッジ・タウン支線での使用は2006年に開始された試験運用にさかのぼる。この試験運用は2002年に製造されたPPM50（TOPS形式・番号999形999 900）を用い、1年間にわたって日曜日に行われた。この試験運用の成功により、ウェスト・ミッドランズ・フランチャイズの次期計画に軽量気動車の定期運用が組み込まれ、事業者がロンドン・ミッドランドに決定するとポーターブルークからのリース契約という形で2両のPPM60が発注された。実際の運行についてはプレ・メトロ・オペレーションズが担っている。
製造された2両のPPM60は139形というTOPS形式が与えられ、それぞれ139 001、139 002と付番された。また、客貨車付番システム（英語版）の中では39001及び39002という番号が与えられている。これらは試験運行を行った999形と共通の機構を持つが、車体長が約1m長い。当初の計画では2008年に運行を開始することになっていたが、2009年1月には139 001はチェイスウォーター鉄道にて試験を行っており、139 002は製造途中であることが明らかになった。
139形2両の認証には困難が伴ったが、ロンドン・ミッドランドは導入が可能であるという見方を変えなかった。2009年3月には139 001がネットワーク・レールによる旅客営業運転の認証を受けたことが発表され、ロンドン・ミッドランドは同年4月から週末、同年5月のダイヤ改正からは全日の運行を開始することを明らかにした。139形の導入により、2006年から日曜日の列車に使用されていた999形と、平日の運行を担っていた153形が置き換えられた。
2009年12月までに、累計20万人の乗客が139形を用いて輸送された。
2010年には、オープン・アクセス・オペレーターとしての列車運行参入を目指していたGOCOにより、999形の形式をパリー・カー12号に戻したうえでハンプシャーにある保存鉄道のミッド・ハンツ鉄道での試験運行が行われた。区間はアルトン（英語版・街） - メドステッド・アンド・フォー・マークス（英語版・街・街）の1駅間、ラッシュ時のみの運行で、アルトンでサウス・ウェスト・トレインズが運行する朝はロンドン行、夕方はロンドン発の列車に接続するダイヤが組まれていた。しかし、試験運行中の車両の不具合により、本格的な実施は見送られた。
その後、999 900はライトウェイト・コミュニティ・トランスポート（Lightweight Community Transport）によって購入され、改造を受けたうえで139 000と改番された。

### 将来
パリー・ピープル・ムーバーズはロンドン・ミッドランズによる139形のスタウアブリッジ・タウン支線での使用を、同様に短く孤立していて、列車本数が削減されている路線への同型車両の導入の機会ととらえている。
同社はPPM60の派生型のPPM220でペニストーン線向けのトラムトレインの入札に参加する方針を示していた。これは3車体2台車型のもので定員は220人、最高速度は鉄道上で60 mph (97 km/h)、軌道上で50 mph (80 km/h)であった。しかし、同線でのトラムトレイン運行計画は入札前の2009年に中止が確定し、代わりに貨物線を活用した電車でのトラムトレイン運行計画が策定された。なお、この計画はフォスロ製の399形電車を用い、2018年に開業している。
999 900から改造された139 000はデモンストレーターとしての使用が計画されており、2012年時点で初めにスタッフォードシャーのチェイスウォーター鉄道、次にレスターシャーのグレート・セントラル鉄道、そして最終的にはチェシャーのエルスメア・ポート - ウォリントン線エルスメア・ポート（英語版・街） - ヘルスビー（英語版・街）間での試験が予定されていた。
ライトウェイト・コミュニティ・トランスポートの協力の下、パリー・ピープル・ムーバーズはより強力なエンジンを搭載して定員を増やした4軸のボギー車の開発を進めており、これを2軸の139/0形に対して139/1形と名付け、旗艦商品とする計画である。スタウアブリッジ支線での成功は他の列車運行会社の関心を集めつつあり、パリー・ピープル・ムーバーズは2012年に事前審査を通過してフランチャイズの入札に参加した列車運行会社の少なくとも1社が139形の導入を契約案に含んでいたとしている。

## 編成
| 形式    | 運行事業者                                                            | 両数 | 製造年            | 編成番号        | 備考     |
| ------- | --------------------------------------------------------------------- | ---- | ----------------- | --------------- | -------- |
| 139/0形 | ライトウェイト・コミュニティ・トランスポート                          | 1    | 2002年 2011年改造 | 139000          | 元999900 |
| 139/0形 | プレ・メトロ・オペレーションズ （ウェスト・ミッドランズ・トレインズ） | 2    | 2008年            | 139001 - 139002 |          |